# مركز مساواة لحقوق المواطنين العرب في إسرائيل
مركز مساواة لحقوق المواطنين العرب في إسرائيل هي جمعية غير هادفة للربح أسسها ناشطون في جمعيات ومؤسسات ومنظمات حقوق إنسان بشكل رئيس من فلسطينيو الداخل. تعمل مركزًا حقوقيًّا مستقلًا، بهدف تحسين أوضاع ومكانة المواطنين العرب الفلسطينيين في وطنهم وتحصيل الحقوق الأقتصادية، الأجتماعية، الثقافية والسياسية لهم.
يستخدم المركز أدوات النضال الجماهيري لتعزيز ودعم المؤسسات الثقافية الفلسطينية وتعزيز التواصل بين العرب الفلسطينيين في إسرائيل والفلسطينيين العرب في الأراضي الفلسطينية المحتلة وخارجها.
تعمل مع مع منظمات حقوق الإنسان والسفارات والسلطات المحلية والأحزاب السياسية لتحصيل حقوق «الأقلية العربية» في إسرائيل وبناء مجتمع ديمقراطي خال من العنصرية ويكافح كافة أشكال التمييز على أساس قومي، طائفي، ديني، أو طبقي.